# Баррали
Баррали (итал. Barrali) — коммуна в Италии, располагается в регионе Сардиния, в провинции Кальяри.
Население составляет 1076 человек (2008 г.), плотность населения составляет 94 чел./км². Занимает площадь 11 км². Почтовый индекс — 9040. Телефонный код — 070.
Покровительницей коммуны почитается святая Лючия, празднование 13 декабря.

## Демография
Динамика населения:

## Администрация коммуны
- Официальный сайт: https://web.archive.org/web/20101021021748/http://comunedibarrali.altervista.org/